# Usson, Puy-de-Dôme
Usson är en kommun i departementet Puy-de-Dôme i regionen Auvergne-Rhône-Alpes i centrala Frankrike. Kommunen ligger i kantonen Sauxillanges som tillhör arrondissementet Issoire. År 2022 hade Usson 297 invånare.

## Befolkningsutveckling
Antalet invånare i kommunen Usson
| Referens: INSEE |